# Virakoča
Apu Kon-Tiki Virakoča (kečuánsky Apu Qun Tiksi Wiraqucha či Wiraquĉa) je jedno z hlavních inckých božstev. Vystupuje často jako bůh-stvořitel, který stvořil svět, slunce i všechny ostatní bohy, lidi i zvířata, o další chod světa se ovšem pak již příliš nestaral. Jindy je chápán spíše jako mytický zakladatel, který během své pouti světem učil lidi základům civilizace.

## Mýtus
Podle jedné z pověstí vystoupil z jezera Titicaca, stvořil slunce, měsíc a hvězdy. Poté se rozhodl stvořit živé bytosti tak, že dýchal do kamenů. Napoprvé však stvořil jen tupé obry, s nimiž nebyl spokojen, proto je zničil potopou a poté vytvořil nové bytosti z menších kamenů. Poté, co dokončil své dílo, odešel po hladině Tichého oceánu na západ. Lidé věřili, že se v těžkých časech vrací zpět.
Podle další pověsti měl syna Intiho a dvě dcery: Mama Kuilu a Pačamamu. Ve stejné pověsti Virakoča zničí lid kolem jezera Titicaca potopou a nechá přežít pouze jeden pár, který pak položí základy civilizaci Inků.
V jiné legendě byla Virakočovou manželkou bohyně Mama Koča, s níž Virakoča zplodil prvních osm lidských bytostí.
V další pověsti zas měl dva syny – Imahmano Virkoču a Tokapo Virkoču – které vyslal ke kmenům na severozápadě a severovýchodě, aby zkontrolovali, zda se lidé drží jeho přikázání, zatímco Virakoča sám odcestoval na sever. Virakočovi synové během své cesty pojmenovávali věci, rostliny a zvířata kolem sebe a učili lidi, které plodiny a zvířata se dají jíst a jaký mají užitek. Nakonec všichni tři dorazili do Cuzca a na tichomořské pobřeží, načež odešli přes oceán.

## Podoba
Španělský kronikář Pedro Sarmiento de Gamboa, který pobýval v Peru v 16. století a měl možnost zaznamenat ještě živé incké mýty krátce po příchodu Evropanů, popisuje Virakoču jako „bílého muže střední postavy, oblečeného v bílém obřadním rouchu přepásaném opaskem, který v rukou třímá hůl a knihu“. Jindy byl zas zpodobňován jako malý chlapec s pozdviženou pravicí zaťatou v pěst, s nataženým palcem a ukazováčkem.
Bílá pleť snad mohla být důvodem, proč byl Virakoča občas spojován s bílými kolonizátory. Jméno „Virakoča“ se v kečuánštině ještě v nedávné době dochovalo jako označení pro bělochy.

## Heyerdahl a Kon-Tiki
Určité podobnosti mezi Kon-Tikim Virakočou a polynéským bohem Tikim byly jednou z indicií, které vedly Thora Heyerdahla k jeho migrační teorii, podle které obyvatelé Polynésie přišli z Jižní Ameriky – po Kon-Tikim Virakočovi byl rovněž pojmenován Heyerdahlův vor Kon-Tiki. Zmíněná migrační teorie byla později vyvrácena moderními genetickými analýzami, nicméně rozsah kulturního kontaktu mezi Polynésií a Jižní Amerikou je stále předmětem spekulací.